# 拉克瑟湖
46°48′29″N 9°15′26″E / 46.80806°N 9.25722°E

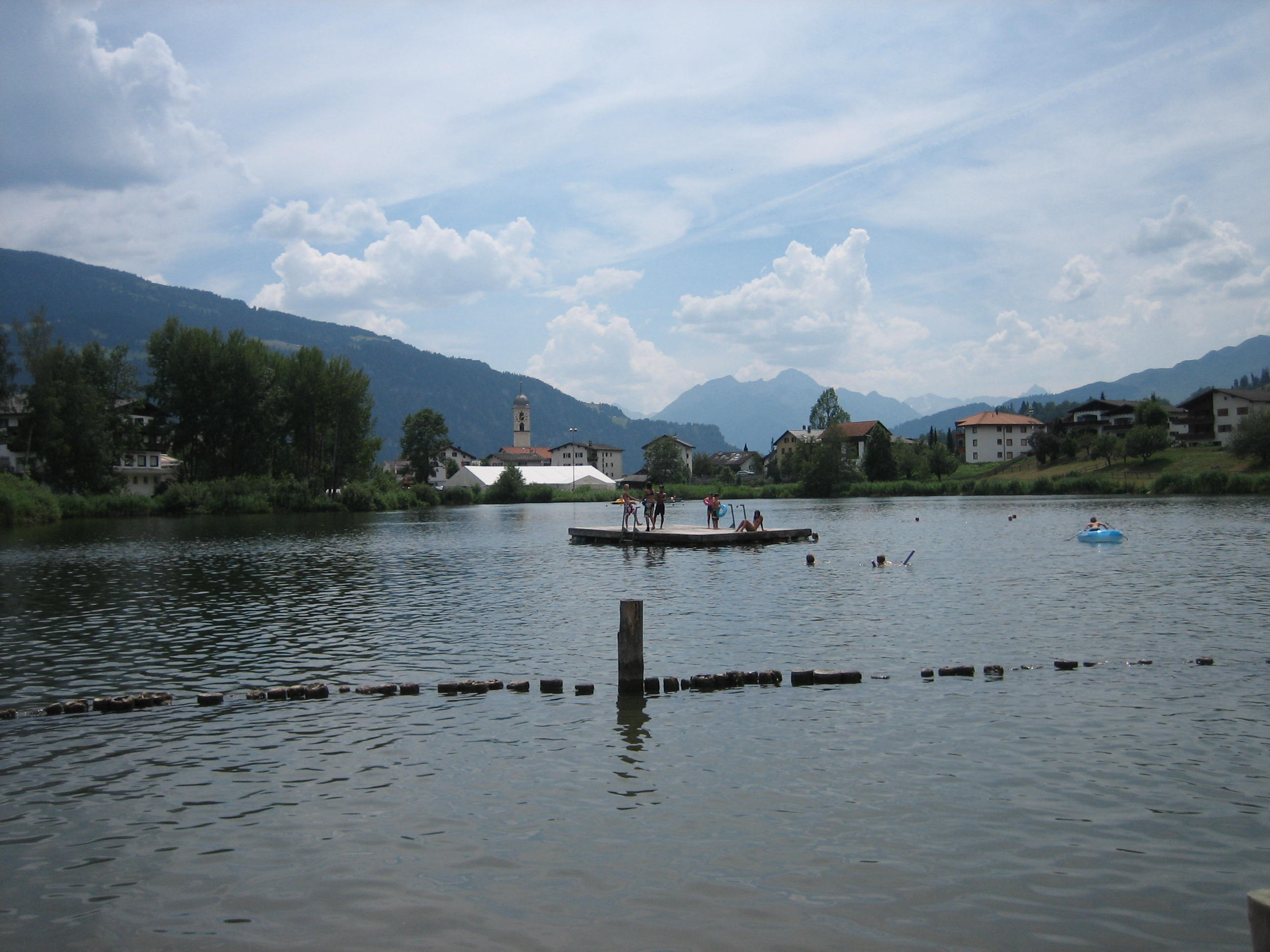

拉克瑟湖（Laaxersee），是瑞士的湖泊，位於該國東南部，由格勞賓登州負責管轄，長0.4公里、寬0.1公里，面積0.05平方公里，該湖泊海拔高度1,016米，最大水深5.5米。